# Leonid Krasin
Leonid Borísovich Krasin (en ruso: Леонид Борисович Красин) (Kurgán, Imperio Ruso, 15 de juliojul./ 27 de julio de 1870greg.- Londres, Reino Unido, 24 de noviembre de 1926) fue un dirigente bolchevique ruso. Tuvo un destacado papel en la diplomacia y en la dirección de la industria soviéticas.

## Origen, formación y primeras actividades revolucionarias
Nació en la localidad siberiana de Kurgán, en la provincia de Tobolsk, en 1870, en el seno de una familia culta. Su padre, Borís Ivánovich Krasin, era jefe de policía de Tiumén. Recibió una buena educación, primero en el Instituto Técnico de Tiumén —donde ya destacó como un alumno sobresaliente— y luego en el de San Petersburgo. En 1887, se convirtió en marxista —el instituto tecnológico era uno de los centros educativos de la ciudad más favorables a esta ideología— y comenzó a agitar entre los obreros textiles de la capital rusa, al tiempo que se unía a un círculo socialista de la ciudad, que más tarde se convirtió en la Liga de Lucha para la Emancipación de la Clase Obrera. En este centro y en el círculo marxista formado en torno a él forjó además importantes amistades y relaciones, entre ellas la de Nadezhda Krúpskaya, que mantuvo de por vida. En el círculo marxista conoció asimismo a su futura esposa, Liubov Vasílievna Milovídova. En 1891, durante su tercer curso de los cinco de que constaban los estudios en el politécnico capitalino, fue expulsado por participar en el entierro de un escritor radical.
En 1892, pasó diez meses de cárcel en régimen de aislamiento en la prisión moscovita de Taganka, tiempo que empleó en aprender alemán y formarse en psicología, filosofía e historia rusa. Luego cumplió el servicio militar. Trabajó además en el ferrocarril transiberiano. En 1895, fue condenado a tres años de exilio interior, que pasó en Irkutsk. Tras cumplir la pena, obtuvo el título de ingeniero eléctrico del Instituto Tecnológico de Járkov en 1901 con notas excelentes después de varios años de estudio (1897-1900). A continuación, pasó cuatro años trabajando como ingeniero en Bakú —desde junio de 1900, ya graduado pero aún sin título oficial como castigo por su actividad política—, puesto en el que ganó experiencia como administrador y desde el que coadyuvó al mismo tiempo a extender el movimiento socialdemócrata en la región caucásica. Krasin participó en la modernización de la industria petrolera rusa en la región, mejorando la red eléctrica que alimentaba la maquinaria de extracción y refinado. En cuanto a su actividad política, además de extender la red clandestina socialdemócrata por la región, cooperó con los editores de Iskra para introducir de contrabando publicaciones socialistas. Gracias a su habilidad organizativa y a su puesto como gerente técnico, logró poner en marcha una imprenta ilegal que fue mejorando considerablemente con el tiempo y que se dedicó a producir material ilegal durante seis años, sin ser descubierta por la policía. Su labor como organizador y agitador le otorgaron gran prestigio en el partido, que había fomentado las huelgas petroleras de comienzos del verano del 1903, poco antes de la celebración del segundo congreso del Partido Obrero Socialdemócrata de Rusia (POSDR).

## Bolchevique disidente y gestor
Durante la ruptura entre los mencheviques y los bolcheviques en 1903, apoyó —como la gran mayoría de los delegados venidos de Rusia— a los segundos y fue elegido en el Comité Central ese mismo año, en octubre. Se empleó con dedicación a aumentar los ingresos del partido, acudiendo con éxito a algunas personalidades acaudaladas con inclinaciones izquierdistas gracias a la mediación de Gorki.
A mediados de 1904, tras la luna de miel, se instaló con su esposa en Oréjovo-Zúyevo para dirigir la electrificación de unos talleres textiles de uno de los millonarios simpatizantes del POSDR. Opuesto a las disputas intestinas del partido, que creía perjudiciales para la actividad de este, defendió la declaración de los miembros del comité central residentes en Rusia que las condenaban, rechazaba la celebración de un nuevo congreso como exigía Lenin e instaba a éste a retomar su puesto en Iskra, controlada desde finales de 1903 por los mencheviques. El 7 de febrero de 1905, ante el rechazo de Lenin a estas propuestas, se l expulsó del comité central.
Participó en la revolución rusa de 1905, tanto en Moscú como en San Petersburgo y formó parte del sóviet de la capital. Presenció el Domingo Sangriento. En febrero, participó en unas sesiones del comité central que acabaron con la detención de la mayoría de sus miembros en Rusia; Krasin fue uno de los pocos que se zafó de la policía, pero tuvo que abandonar su trabajo y marchar al exilio. La redada policial no solo acabó con la organización del comité central en Rusia, sino que aniquiló la posición antileninista de Krasin y forzó al partido a aceptar la exigencia de Lenin de que se celebrase un nuevo congreso, para reconstituir el Comité Central. En el III Congreso del POSDR, celebrado en abril y mayo de 1905 y boicoteado por los mencheviques, revalidó su puesto el comité central. Junto con Aleksandr Bogdánov, se convirtió en una de sus principales figuras. Encargado de los asuntos financieros del partido y de la organización de sus grupos armados, se dedicó con ahínco a estas actividades, aunque sus esfuerzos no dieron fruto en la revuelta de Moscú de diciembre de 1905, que fue aplastada por las tropas gubernamentales.
A mediados de septiembre de 1905, se mudó a San Petersburgo y comenzó a trabajar en una empresa eléctrica de capital alemán. En octubre de 1905, fundó junto con Máximo Gorki, Nóvaia Zhizn (La nueva vida), un diario bolchevique permitido por las autoridades. Se hallaba ausente del sóviet cuando la policía detuvo a sus miembros el 3 de diciembre. Fue uno de los tres delegados bolcheviques del comité ejecutivo que trató con los mencheviques la reunificación del partido y que condujo al IV Congreso del POSDR que se celebró en la primavera de 1906 en Estocolmo. Durante este año, Krasin continuó en paralelo con su actividad legal y con la revolucionaria: mientras trabajaba en la electrificación de varios distritos de la capital rusa, organizó la publicación de varios periódicos del partido —tolerados por las autoridades—, el paso de los delegados del congreso a Suecia y la entrega de armas a los socialrevolucionarios para el atraco del Banco Moscovita de Crédito Mercantil Mutuo, del que obtuvo parte del botín para las arcas del partido. En el congreso, fue uno de los pocos representantes bolcheviques elegidos para el nuevo Comité Central, de mayoría menchevique. A pesar de esto, continuó colaborando con Lenin, que mantuvo una fracción propia dentro del partido a pesar de las conclusiones del congreso e ingresó en el «centro bolchevique», una especie de comité central paralelo. Al mismo tiempo y junto a Bogdánov, era responsable de actividades clandestinas prácticamente terroristas para mejorar la financiación del partido, a espaldas tanto del comité central como del centro bolchevique. En preparación para un nuevo levantamiento popular y a pesar del triunfo de la reacción zarista, los grupos clandestinos dirigidos por Krasin llevaron a cabo una serie de asaltos y robos de bancos y colaboraron en otros con la Organización de Combate SR.
A partir de noviembre de 1906, discrepó de Lenin sobre la participación del partido en actividades legales y en las elecciones a la Duma —a la que Krasin seguía oponiéndose, como Lenin hasta que cambió de opinión— además de sobre algunos asuntos filosóficos, y se fue acercando a las posiciones de otros bolcheviques disidentes del «grupo de Vperiod». En mayo de 1907, fue detenido brevemente en Moscú. En contra de las conclusiones del V Congreso del POSDR, al que no pudo acudir por hallarse detenido, que prohibían los asaltos, Krasin continuó con ellos con el apoyo de Lenin y organizó el atraco al banco de Tiflis de 1907, que causó un gran escándalo. En marzo de 1908, fue detenido por la policía en Finlandia. Gracias a un tecnicismo legal, logró ser liberado en abril por las autoridades autónomas finlandesas antes de ser entregado a las de la capital rusa para que se le juzgase.
Inmediatamente Krasin abandonó Rusia y marchó a Berlín, se retiró prácticamente de la actividad política durante varios años y se dedicó a gestionar una empresa alemana de equipos eléctricos. En agosto de 1908, ante las diferencias políticas con Lenin, la fracción bolchevique le había retirado de las labores financieras que antes había desempeñado. A partir de entonces, se limitó a participar en algunas de las actividades del grupo de Vperiod, más por cercanía personal a Bogdánov y a Gorki que por coincidencias políticas.
En 1912, regresó a Rusia como representante de la empresa alemana para la que trabajaba desde 1908. Brillante en la gestión de la sección rusa de la compañía, se lo ascendió a administrador general, lo que le permitió instalarse en una casa de campo en Kuokkala con su familia —su esposa, las dos hijas del primer matrimonio de esta y las dos que habían tenido juntos—. Durante la Primera Guerra Mundial, trabajó como gestor de una de las fábricas Putílov de Moscú e ingresó en los comités de industrias bélicas. Como otros socialistas rusos, adoptó una posición defensista. Con los beneficios de las empresas que gestionaba con su acostumbrada habilidad, financió varios hospitales de campaña.

## Regreso a la política y cargos en la URSS

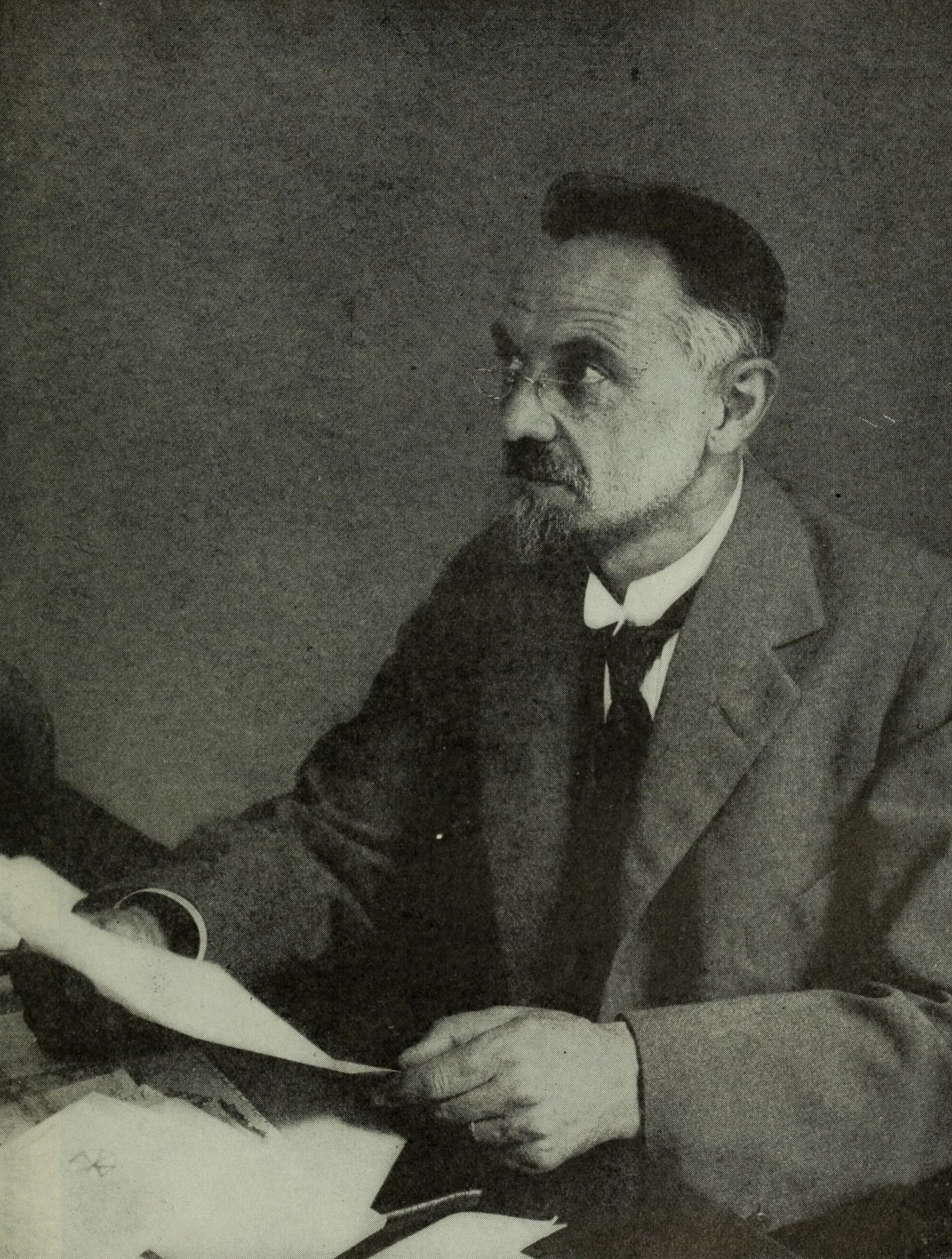
Krasin, el hábil gestor industrial convertido en comisario de Comercio Exterior.

Rico, tras la Revolución de Febrero retomó la labor de colaboración editorial con Máximo Gorki. Aún alejado de la actividad política —rechazó los intentos de reconciliación de Lenin—, se dedicó a fundar una asociación para la investigación de la aplicación industrial de la investigación científica y una junta para la catalogación y conservación de los tesoros artísticos rusos. Regresó a la política tras la Revolución de Octubre —que recibió con hostilidad—, por empeño de Trotski —había rechazado nuevamente las propuestas de Lenin—, que le persuadió para participar en las negociaciones de paz con los Imperios Centrales. Más tarde, sin embargo, aceptó diversos importantes nombramientos gubernamentales: comisario de Comercio Exterior, de Transporte y puestos en el Consejo Supremo de Economía Nacional y en la Junta de Trabajo y Defensa.
Como comisario de Comercio Exterior, firmó un tratado comercial con Estonia en 1920 y otro con el Reino Unido en 1921. Muy crítico con la política económica soviética, abogó con vehemencia por la atracción de capital extranjero y propuso la aprobación de concesiones a largo plazo a las empresas extranjeras a cambio de inversiones en el país. Lenin se opuso a este proyecto en 1922.
A partir de mayo de 1924, dirigió la campaña antialemana en la que se suspendieron las negociaciones, con Berlín, se anularon diversos contratos con empresas alemanas y se traspasó parte de los fletes de buques alemanes a otros de otras nacionalidades como represalia por el asalto a la sede de la delegación comercial soviética en Berlín. Al tiempo que exigía a Berlín el reconocimiento del monopolio estatal del comercio soviético y el otorgamiento de inmunidad diplomática a los representantes comerciales gubernamentales, abogaba por mantener actitud de dureza con Alemania y confiaba en que la reducción del papel de esta en las relaciones con la URSS lo compensase un inminente acuerdo con el Reino Unido.

## Carrera diplomática

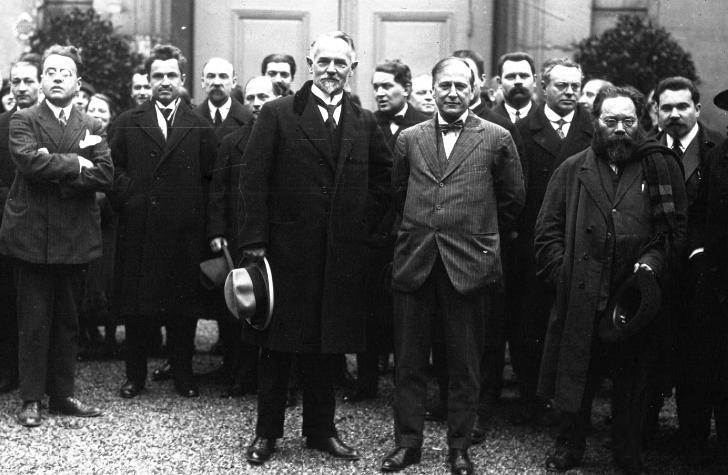
Krasin, en el centro, con un sombrero claro en la mano, en la embajada soviética en París en 1924. Krasin ejerció como embajador soviético entre 1924 y 1926, primero en Francia y luego en el Reino Unido, donde falleció.

En 1924, tras el reconocimiento francés del Gobierno soviético el 28 de octubre, se le nombró embajador en París, donde trató de seguir impulsando la inversión extranjera en la URSS para favorecer su desarrollo económico. En diciembre de 1925, abandonó su puesto como embajador en Francia para asumir el de embajador en el Reino Unido; intercambió estos cargos con Christian Rakovski, que pasó a ocupar la embajada parisina.
En 1924, volvió a ser elegido en el Comité Central del partido, al que perteneció hasta su muerte por enfermedad en Londres el 24 de noviembre de 1926. Los tratamientos propuestos por su amigo, el médico Aleksandr Bogdánov, no lograron salvarlo. Le sobrevivieron su mujer, de nacionalidad inglesa, y tres hijas. El cortejo fúnebre reunió a seis mil personas, entre las cuales se encontraban numerosos simpatizantes bolcheviques. Fue incinerado en el crematorio de Golders Green antes de ser enterrado en la Necrópolis de la Muralla del Kremlin de Moscú.
Dos célebres rompehielos se llaman Leonid Krasin en su honor.